# Coccidoctonus oviductus
Coccidoctonus oviductus är en stekelart som först beskrevs av Girault 1915.  Coccidoctonus oviductus ingår i släktet Coccidoctonus och familjen sköldlussteklar. Inga underarter finns listade i Catalogue of Life.